# Parque del Plata
Parque del Plata est une localité uruguayenne et station balnéaire de la Costa de Oro, située dans le département de Canelones. De plus, elle abrite le siège de la Municipalité de Parque del Plata. Elle fait également partie de l'Aire métropolitaine de Montevideo dont elle prolonge le front d'urbanisation à l'est et le long du littoral du río de la Plata.

## Géographie
La ville est située sur la route interbalnéaire, à 49 kilomètres à l'est de Montevideo, s'étendant sur trois kilomètres le long de la côte platéenne à l'ouest du ruisseau Arroyo Solís Chico qui la sépare de la station balnéaire de voisine de Las Toscas.
Elle est classée station balnéaire en 1969, et participe activement à la vie touristique de la Costa de Oro de l'Uruguay qui s'étend à l'est de Montevideo jusqu'à la limite littorale du département de Canelones, à l'ouest de Piriápolis et de Punta del Este. Elle figure parmi les stations  les  plus  fréquentées de  l'Uruguay. 
Sa situation sur la route touristique la rend accessible, desservie par des bus réguliers. La ville, comme toute station touristique, a toujours eu une population très variable selon les saisons, de sorte que le nombre de résidents permanents, qui est en moyenne de 8 000, fluctue constamment. Le week-end, la population double et, chaque été, elle triple. Parque del Plata se caractérise par des maisons entourées de jardins et de forêts. Cependant, l'influence de Le Corbusier se retrouve dans l'urbanisme moderne du centre de cette station balnéaire. La ville possède un lycée et deux clubs sociaux en plus de ses nombreuses activités touristiques et de loisirs de plein air.
Sa superficie est de 14 km2 mais sa municipalité s'étend sur un territoire de 16 km2.

## Démographie
La population de la municipalité de Parque del Plata rassemble 11 054 habitants selon le dernier recensement de 2011 dont 7 896 habitants pour la ville de Parque del Plata et 3 146 habitants pour la ville de Las Toscas.
| Année | Population, |
| ----- | ----------- |
| 1963  | 1 521       |
| 1975  | 2 365       |
| 1985  | 3 229       |
| 1996  | 4 993       |
| 2004  | 5 900       |
| 2011  | 7 896       |

## Quartiers

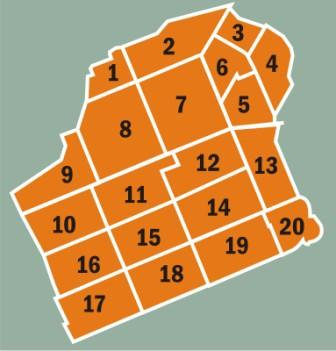
Barrios de Parque del Plata :
Parque del Plata est organise en une vingtaine de quartiers appelés barrios.
(1) El Remanso
(2) Estación Parque del Plata
(3) El Paso
(4) Los Portuarios
(5) Rowing
(6) Médanos Altos
(7) Pinares del Plata
(8) Estadio
(9) Barrio Rincón/Rinconada
(10) Los Paraísos
(11) Barrio Campamento
(12) Diagonal
(13) Paseo del Solís
(14) El Embalse
(15) Médanos del Manantial
(16) La Llanada
(17) El Troncal
(18) Centro
(19) Dunas del Plata
(20) Barra del Solís

Sur une ancienne carte de l'utilisation interne de la Compañía Parque del Plata SA , à l'origine du nom même de la ville,  différents quartiers et zones de la station balnéaire y ont dénommés.
- (1) El Remanso : Il existe plusieurs versions de l'origine de ce nom signifiant « Le Ciel ». 1. Constitue l'un des plus éloignés. 2. Comme l'une des zones les plus isolées de la station à ses débuts. 3. Pour une maison qui porte ce nom, avec une enseigne ostensiblement visible dans le jardin.

- (2) Estación Parque del Plata : Quartier adjacent à la gare. Formé au cours du dernier demi-siècle, le pôle commercial de la zone nord de la station.

- (3) El Paso : Nom qui fait référence à l'historique Paso de las Toscas situé exactement là où se trouve le pont ferroviaire sur l'arroyo Solís Chico. Le nom était déjà connu par l'arpenteur Pedro Millán en 1728, lorsque Bruno Mauricio de Zabala est venu à cet endroit.

- (4) Los Portuarios : Le nom vient de la station balnéaire de l'Asociación de Funcionarios Portuarios (Association des officiers de port).

- (5) Aviron : Le site du Rowing Club del Uruguay, avec ses hangars métalliques convexes, où ils gardaient des bateaux, des bateaux et d'autres articles nautiques, sur les rives du ruisseau. Un terrain de camping privé opère maintenant sur le site.

- (6) Médanos Altos : Signifiant « Hautes dunes », le nom est mentionné dans des documents au XVIIe siècle. C'était une succession de hautes dunes de sable qui se détachaient dans toute la région dans une bande s'étendant de l'ancien Teatro de Verano à l'avenue 41. Les sables ont été enlevés pour la construction de la route interbalnéaire.

- (7) Pinares del Plata : Cet environnement humide a prospéré plus que dans d'autres parties de la pinède. La compacité de la pinède et sa durabilité dans le temps lui ont valu son nom.

- (8) Stade : Le nom fait référence à un terrain de football qui devait être aménagé en stade. Le rêve ne s'est pas concrétisé, mais le nom perdure dans le quartier adjacent.

- (9) Barrio Rincón ou Rinconada : Signifiant « coin », le nom vient de son emplacement qui forme un triangle ou « coin » entre route interbalnéaire, Calle 2 et Calle 10.

- (10) Los Paraisos : Selon une version, des arbres ont été plantés dans la région dans les années 1940, plusieurs blocs provenant d'une variété d'arbre Melia azedarach , connue sous le nom de Paraíso (« Paradis »). La plantation n'aurait pas prospéré à cause d'un sol inadapté. Une autre version mentionne l'existence d'un grand panneau à l'intersection de la Calle 2 avec l'actuelle route interbalnéaire. Il énonçait ce qui suit : « Bienvenidos a Parque del Plata. Paraíso del Mundo ».

- (11) Quartier Campamento : Le Campamento de Educación Física (camp d'éducation physique) était et est un point de repère de la station. Pendant des décennies, des centaines de milliers de personnes, en particulier des enfants et des jeunes à travers le pays, ont pratiqué des activités physiques telles que le camping, les promenades, etc. sur place. Le quartier en tire son nom.

- (12) Diagonale : Certains disent que c'était un sujet de grande discussion parmi les géomètres de la Compañía Parque del Plata SA ; l'élimination de l'immense dune qui se trouvait sur la Diagonale 3. Cette rue est l'une des routes les plus importantes de la station, communiquant en diagonale nord-sud.

- (13) Paseo del Solís : C'est le lieu de promenade le plus apprécié pour ses activités panoramiques et de navigation, qui se développent au bord du ruisseau. Se lie naturellement au quartier Barra del Solís.

- (14) El Embalse : Avant la création de la station thermale, l'embouchure de Solís Chico était bloquée par l'énorme accumulation de sable. Une fois enlevé, cela a provoqué le débordement, créant un réservoir (embalage) dans la zone maintenant occupée par le quartier.

- (15) Medanos del Manantial : Il y avait une bande de dunes où des sources coulaient autrefois sur ses pentes. Aujourd'hui, malgré l'avancée de la civilisation, les dunes sont couvertes de forêts et de rues et de bâtiments.

- (16) La Llanada : Le nom, qui signifie « La Plaine », a été créée par les travailleurs de la Compañía Parque del Plata SA pour identifier la zone, qui était très basse, avec une végétation marécageuse. Il était également connu sous le nom de Barrio 50 Metros, qui est maintenant attribué à une avenue portant ce nom.

- (17) El Tronçal : El Troncal était le nom d'une auberge et d'un lodge, situé près de la Calle 1 et de l'Avenida Mario Ferreira (anciennement Calle A). Il a été construit dans les années 1930 et sa structure en rondins a inspiré le nom qui signifie « Le Tronc ».

- (18) Centre : Cette zone était l'emplacement d'origine du club social local, des magasins et des bureaux publics. Au fil des années, le secteur est décalé plus à l'ouest.

- (19) Dunes de l'argent : Ce sont les saisissants sables blancs et fins qui forment les dunes de cette zone, à l'intersection du Rio de la Plata et de l'embouchure du Solís Chico qui lui donnent son nom.

- (20) Barra del Solís : L'un des quartiers les plus anciens, il est situé à l'embouchure du Solís Chico et en face de la vaste barre et flèche de sable qui forme ce canal dans le Río de la Plata. À la fin du XIXe siècle, cette barre a été coupée perpendiculairement au ruisseau, formant une île de sable, ce qui a donné le nom Isla Blanca ou Isla Fantasma (« Île Blanche » ou « Île Fantôme »).